# Beeri
Beeri foi o pai da profeta Oseias. A tradição judaica diz que ele proferiu algumas palavras de profecia, e como não eram suficientes para serem incorporadas em um livro, foram incorporadas no Livro de Isaías (8:19-20). Como tal, Beeri é considerado um profeta no judaísmo. Beeri às vezes era identificado com Beerá (1 Crônicas 5:6), que foi levado ao exílio pelos assírios. Outro Beeri foi um hitita, pai de Judite, uma das esposas de Esaú.
A etimologia de Beeri (em hebraico:  בְּאֵרִי, Bə’êrî) é dado como "pertencente a uma fonte" por Wilhelm Gesenius, mas como "expositor" pela International Standard Bible Encyclopedia e "bem" de acordo com o Holman Bible Dictionary.